# Yúriyev-Polski
Yúriyev-Polski (del ruso: Юрьев-Польский) es una ciudad del óblast de Vladímir, en Rusia, centro administrativo del raión homónimo. Se encuentra en el curso superior del río Kóloksha (afluente del Kliazma, a 68 km al noroeste de Vladímir. Contaba con 19.444 habitantes en 2010.

## Historia

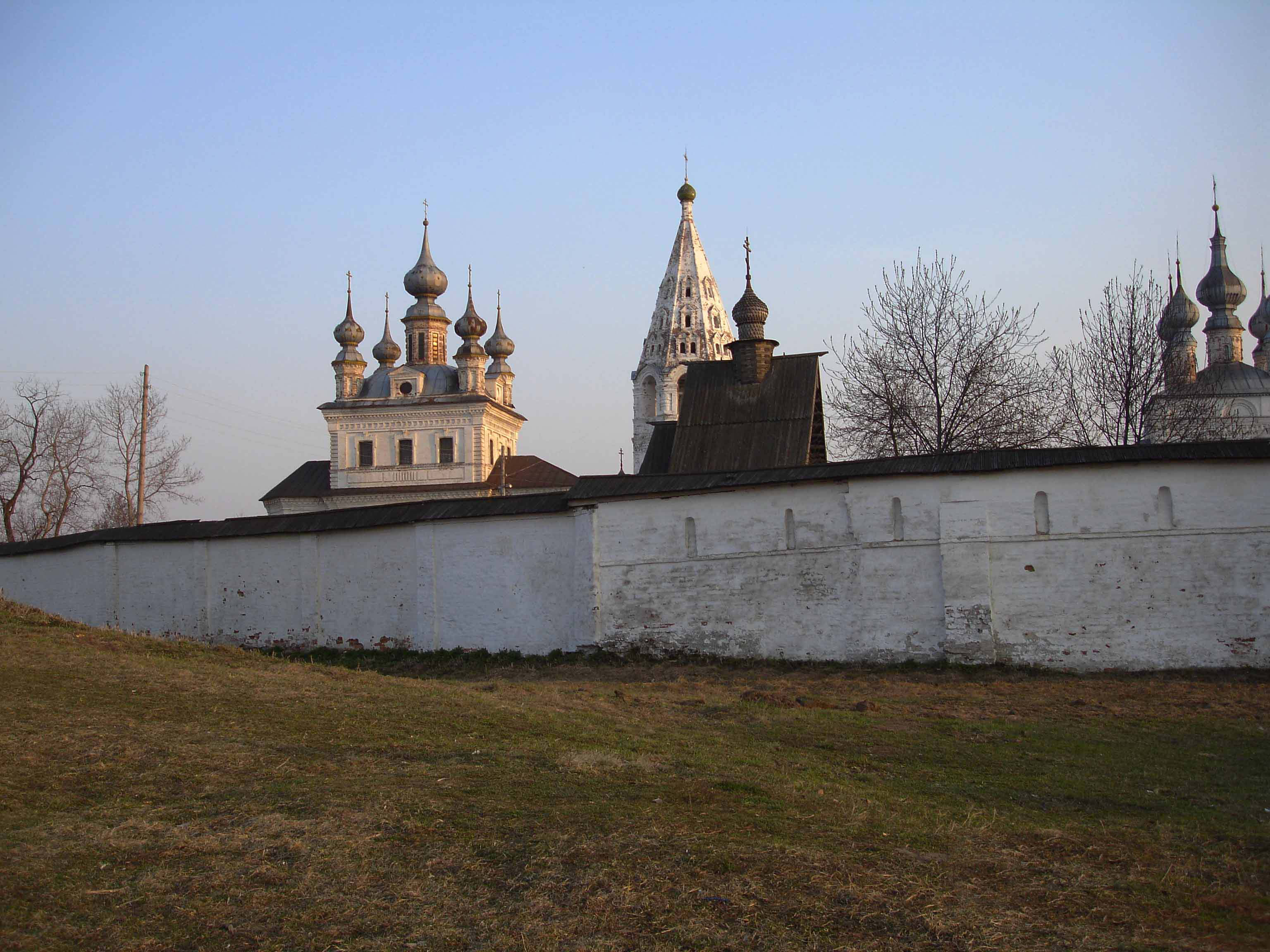
Monasterio de San Miguel Arcángel.

Yúriyev-Polski fue fundada por Yuri Dolgoruki en 1152. La primera parte de su nombre proviene de san Yuri o san Jorge. La segunda parte es derivada de la palabra polski, "de los campos o campestre" (la región es conocida como Opolie). Esta distinción se hizo para distinguir la ciudad de la fortaleza más antigua de Yúriyev, actualmente Tartu, en Estonia, en la época en medio de los bosques.
Tras la muerte de Vsévolod III de Vladímir en 1212, la ciudad fue otorgada a uno de sus hijos más jóvenes, Sviatoslav. Este príncipe erigió el monumento más remarcable de la ciudad, la catedral de San Jorge, de entre 1230 y 1234. Es la última construcción premongola de Rusia. Es única por la abundancia de esculturas en piedra, habiendo sido modelo de las primeras iglesias de piedra construidas en el Kremlin de Moscú. En la década de 1460, la cúpula de la catedral se hundió, enterrando la mayor parte de estas esculturas que habían adornado las paredes de la catedral. El tejado hundido fue restaurado por un célebre artesano moscovita, Vasili Yermolin, en 1471.
La gran batalla de Lípitsa tuvo lugar en las cercanías de la ciudad en 1216. En 1238, Yúriyev fue saqueada por los mongoles. Un siglo más tarde sería incorporada a Moscovia. El principal monumento de la época moscovita es el monasterio fortificado de San Miguel Arcángel, fundado inicialmente en el siglo XIII, que contiene varios edificios de los siglos XVII y XVIII. A varios kilómetros de Yúriyev, a orillas del río Ýajroma, se eleva el monasterio Kosmin, cuyas estructuras son típicas de mediados del siglo XVII.

## Demografía
| 1897  | 1926  | 1939   | 1959   | 1974   | 1989   | 2002   | 2008   |
| ----- | ----- | ------ | ------ | ------ | ------ | ------ | ------ |
| 5 600 | 8 100 | 15 200 | 16 800 | 23 000 | 22 247 | 19 906 | 19 570 |

## Cultura y lugares de interés
La ciudad cuenta con un museo de historia y etnografía territorial desde 1920. Sus principales atractivos son el kremlin, la catedral de San Jorge y el monasterio de San Miguel Arcángel.

## Economía y transporte
En la región de Yúriyev-Polski hay poca industria. Se hallan algunos fabricantes de alimentos y una fábrica textil entre las pocas empresas. Desde finales del siglo XX, el turismo va cobrando cada vez mayor significado.